# Galatheacarididae
Galatheacaris abyssalis é uma rara espécie de crustáceos decápodes da infraordem Caridea, descrita a partir de espécimes recolhidos na região abissal do Indo-Pacífico. A espécie foi considerada tão diferenciada em relação às espécies de camarões conhecidas que foram erigidas uma nova família, Galatheacarididae, e uma nova superfamília, Galatheacaridoidea, para a acomodar no contexto dos Caridea. Contudo, investigação recente aponta para que a "espécie" seja um estágio larvar desconhecido de uma espécie do género Eugonatonotus.

## Descrição
A espécie G. abyssalis foi descrita em 1997 com base num único espécime capturado no Mar das Celebes a uma profundidade de 5000 m. A espécie foi considerada tão diferente das restantes espécies de camarão então conhecidas que foram criadas a família Galatheacarididae e a superfamília  Galatheacaridoidea para a integrar na infraordem Caridea.
Mais tarde foram encontrados mais espécimes, no conteúdo estomacal de um peixe da espécie Alepisaurus ferox.
A espécie partilha algumas plesiomorfias com o género Procaris, e os dois taxa foram considerados como estreitamente aparentados.
Recentes estudos de filogenia molecular mostraram que Galatheacaris abyssalis tinha DNA mitocondrial tão similar ao da espécie Eugonatonotus chacei que as duas devem ser consideradas conspecíficas. Em consequência, considera-se que Galatheacaris deve ser uma larva megalopa de Eugonatonotus.